# Вяз поздний
Вяз поздний (лат. Ulmus serotina) — дерево, вид рода Вяз (Ulmus) семейства Вязовые (Ulmaceae), произрастающее в США и Мексике.

## Ботаническое описание
Ulmus serotina — дерево, достигающее 20 м в высоту, с округлой кроной и раскидистыми ветвями. Молодые гладкие побеги с возрастом становятся все более пробковыми. Листья продолговато-обратнояйцевидные длиной менее 8 см. Опыляемые ветром цветки образуют отвесные кисточки, которые раскрываются в сентябре и служат отличием этого вида от родственного Ulmus crassifolia, с которым U. serotina легко гибридизуется. Плод — крылатка продолговато-эллиптической формы длиной 10-15 мм, на вершине глубоко расчленены. Семена созревают в ноябре.

Ulmus serotina
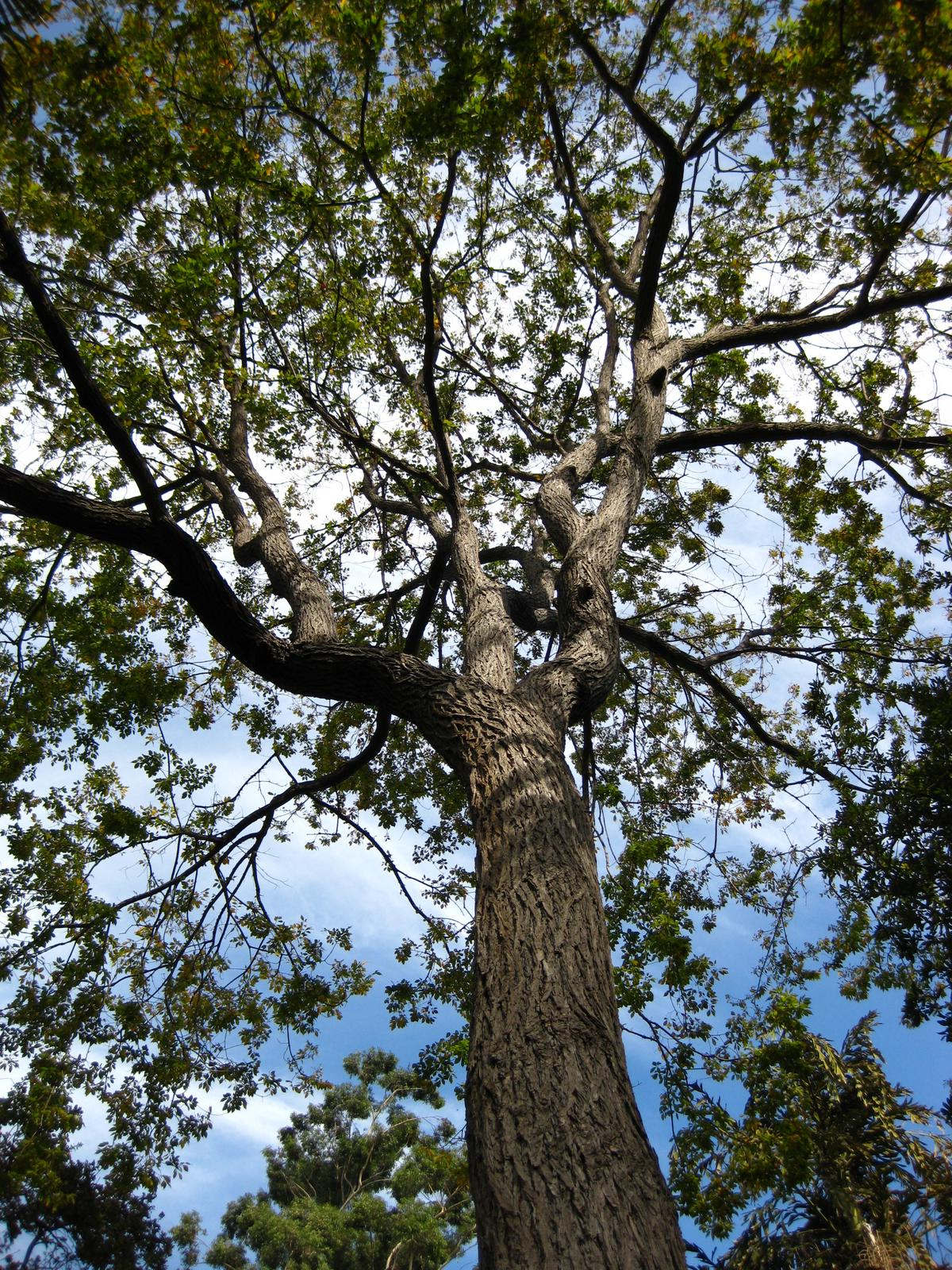
Крона
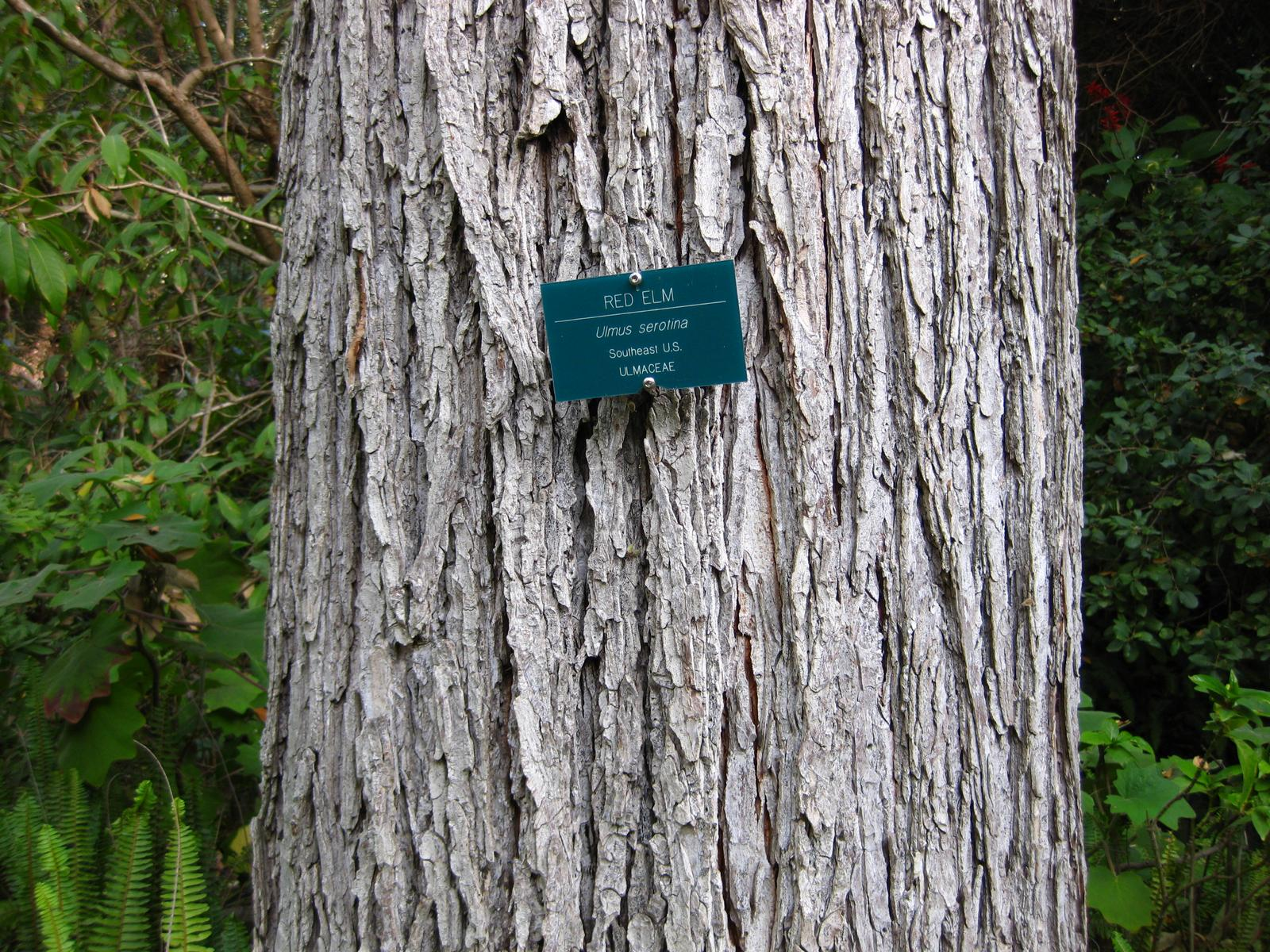
Кора
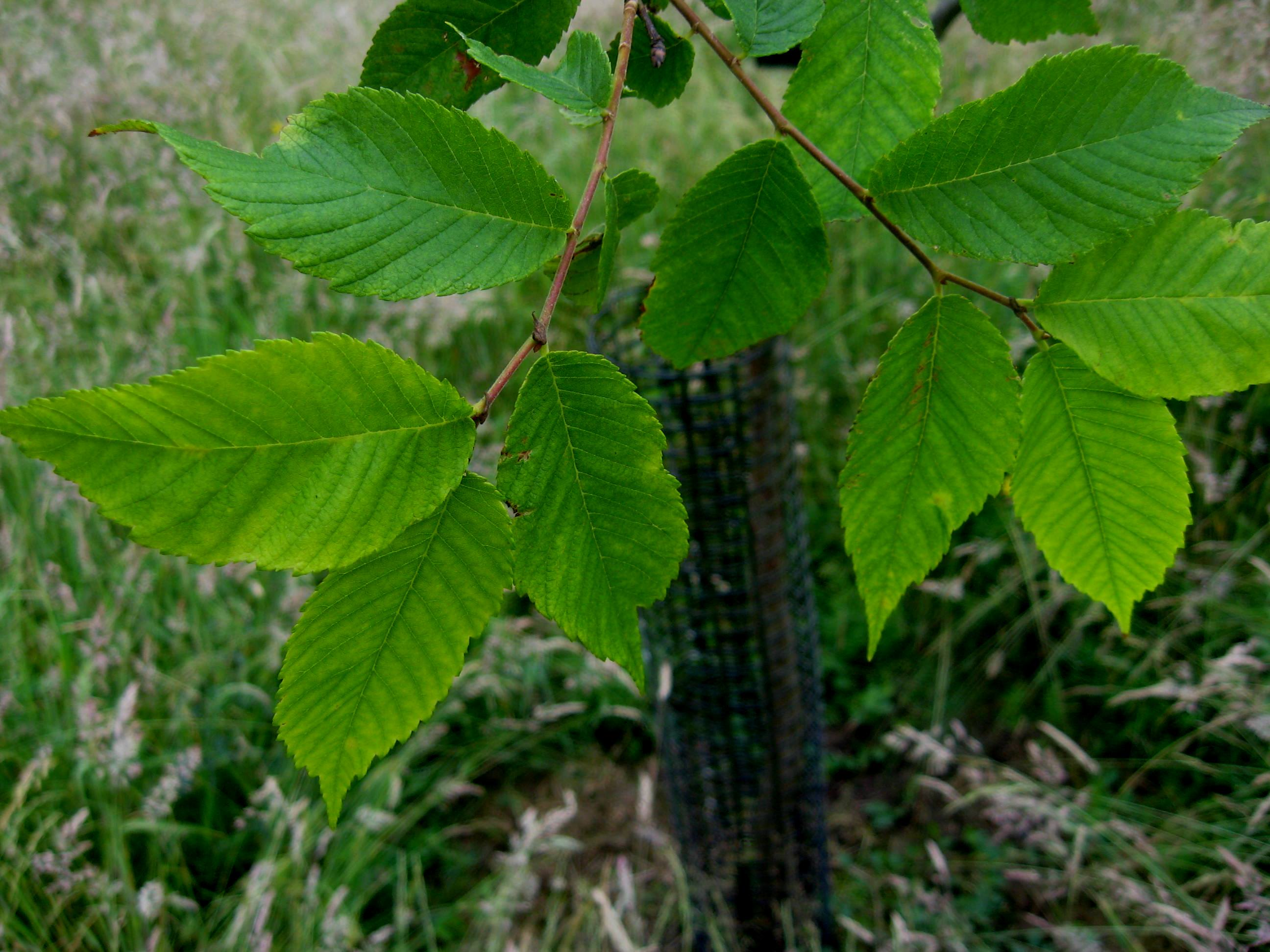
Листья
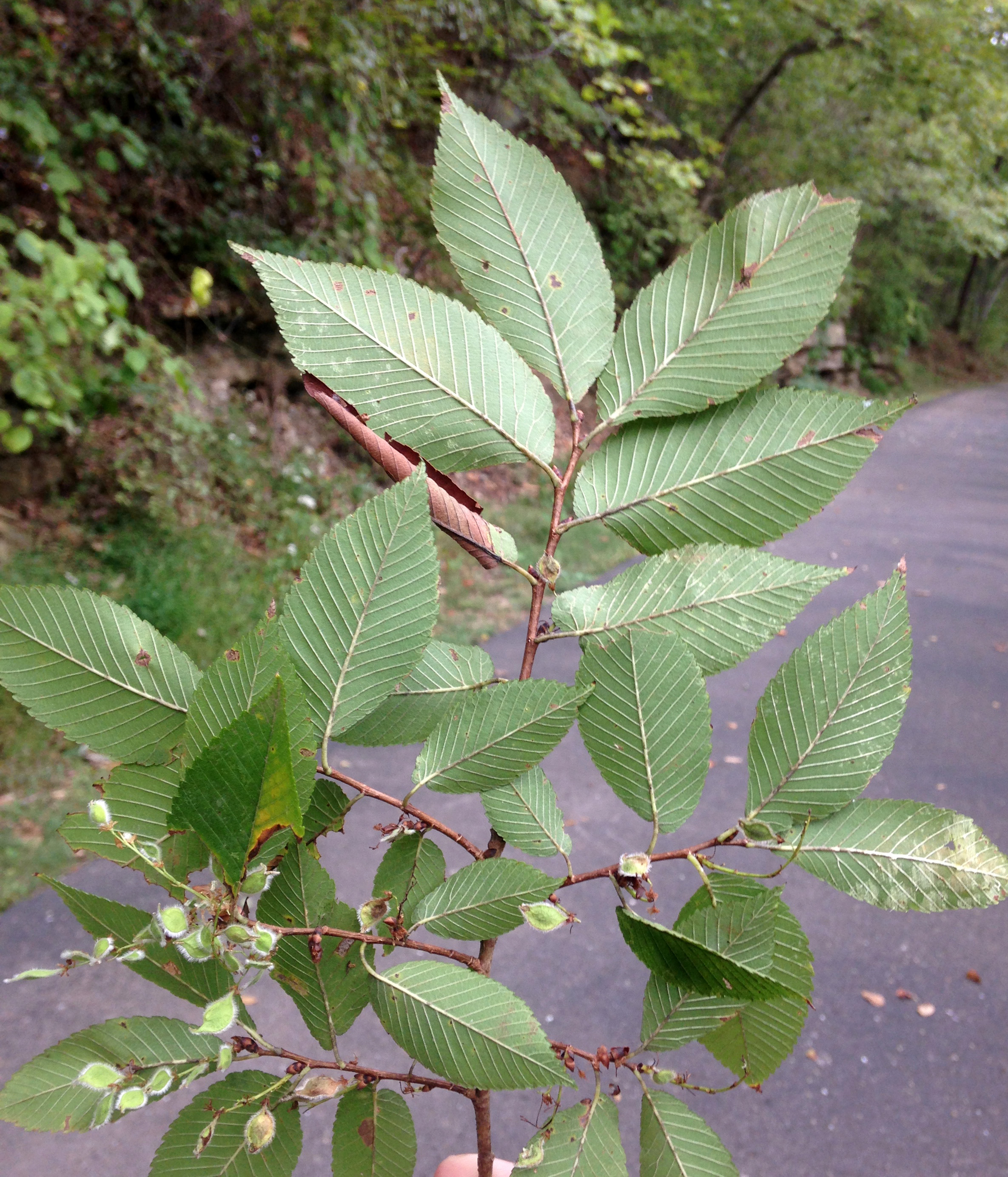
Семена

## Распространение и местообитание
Ulmus serotina произрастает главным образом в Теннесси; разрозненные популяции встречаются в штатах Иллинойс, Кентукки, Арканзас, Миссисипи, Оклахома, Алабама и Джорджия (США) и отдалённые популяции — в штате Нуэво-Леон (Мексика). Растёт преимущественно на известняковых обрывах и вдоль ручьёв на высотах до 400 м над уровнем моря.

## Патогены
Вид очень чувствителен к вызываемой грибком голландской болезни вяза.

## Культивирование
До вспышки голландской болезни вяза Ulmus serotina пользовался определённой популярностью как тенистое дерево в южной части своего ареала. Дерево хорошо растёт на большинстве почв, но не переносит анаэробных или засолённых условий. Морозостоек до −30 ° С. Очень редок в выращивании в Европе. Вид кратковременно разводился в Великобритании с 1972 по 1977 год.

## Гибриды
- Ulmus × arkansana

## Охранный статус
Международный союз охраны природы классифицирует природоохранный статус U. serotina как «вид, вызывающие наименьшие опасения».